# 塞氏猶他脂鯉
塞氏猶他脂鯉，為輻鰭魚綱脂鯉目脂鯉亞目锯脂鲤科的其中一個種。分布於南美洲亞馬遜河、奧里諾科河中下游流域，體長可達25公分，棲息在底中層水域，生活習性不明。

## 扩展阅读
維基物種上的相關：塞氏猶他脂鯉